# 異裂 (電影)
是一部2019年美國超級英雄驚悚片，由奈·沙馬蘭編劇和執導，為2000年電影《驚心動魄》和2016年電影《分裂》的續集。主演布魯斯·威利、山繆·傑克森、詹姆斯·麥艾維和安雅·泰勒-喬伊都回歸出演自己的角色。本片為「東鐵177號列車三部曲」的第三部作品，也是最後一部。
沙馬蘭起初有興趣推出《驚心動魄》的續集，但由於票房不如預期，使試金石影業不再投資。後來，沙馬蘭開始撰寫《分裂》，並使用了原本設定於《驚心動魄》中登場的角色。沙馬蘭發現自己有能力創作一套三部曲，並決定將《分裂》和《驚心動魄》的結局後的故事發展合併。環球影業承諾將為這第三部電影作發行和製作。2017年4月，沙馬蘭宣布自己已經展開《異裂》的製作。
《異裂》的北美發行權由環球影業負責，而國際地區發行權則由華特迪士尼工作室電影負責，2019年1月18日在美國上映。

## 劇情
故事延續《分裂》，當大衛·鄧恩正追尋著如「野獸」般的凱文時，身處黑暗、掌握他們兩人的關鍵秘密的「玻璃先生」伊利亞·普林斯也預謀著神祕的計劃。

## 演員
- 詹姆斯·麥艾維飾演「邪軍」凱文·溫德爾·克倫姆

解離性人格疾患（DID）患者，已知擁有二十三種人格，每一人格對外有著不同的反應。凱文的身體随着每個人格的变化而产生化學變化，產生了他第二十四種最終人格「野獸」，該人格擁有超人類的速度、力量、感官神經，以及肉體強度，能夠吸附於牆上行走。人格被統稱作「邪軍」。
- 布魯斯·威利飾演「監控者」大衛·鄧恩

一位擁有超人般的強韌身驅、力量、敏捷及耐力的城市守護者，且還能透過觸及他人來預知其即將犯下的罪行。覺醒自我能力後，開始追捕著凱文。
- 山繆·傑克森飾演「玻璃先生」伊利亞·普林斯

患有成骨不全症的前漫畫藝術收藏家，自小被人戲稱作「玻璃先生」，但擁有非常高超的智力。在策畫一連串災難來找出大衛這樣存在的人後，被警方逮捕入獄。
- 安雅·泰勒-喬伊飾演凱西·庫克

擁有創傷的過去和自殘史的少女。常惹麻煩，曾被凱文的人格之一綁架。
- 史班瑟·崔特·克拉克飾演約瑟·鄧恩

大衛的兒子。幼時見證了父親的超能力，對其嚮往景仰，現今協助父親隱瞞其能力身份，暗中提供情報協助父親打擊犯罪。
- 查雷恩·伍達德（英语：Charlayne Woodard）飾演普林斯太太

伊利亞的媽媽。
- 莎拉·保羅森飾演艾莉·史特普

精神科醫生，有些神秘。

## 製作
主體拍攝在2017年10月2日於賓夕法尼亞州的費城開拍。

### 選角
《驚心動魄》的演員布魯斯·威利、山繆·傑克森、史班瑟・崔特・克拉克、查雷恩・伍達德與《分裂》的演員詹姆斯·麥艾維、安雅·泰勒-喬伊都確認會回歸出演各自的角色。而莎拉·保羅森則會以新角色的身份加入演出。

### 拍攝
主體攝影於2017年10月2日在費城開拍，並先進行了一週的排練。沙馬蘭計劃在此進行為期三十九天的拍攝。

## 發行
《異裂》定於2019年1月18日在美國上映。在此前，該片於2019年1月12日在25間阿拉莫庫房劇場首次對外試映。

### 評價
爛番茄根據407條評論，持有36%的新鮮度，平均得分5.2／10，觀眾投票則給出67%的分數，平均得分為3.6／5。在Metacritic上，電影獲得了43分，獲得的評價以負面居多。據CinemaScore調查，觀眾的評價在A+至F間平均落於「B」，這低於《分裂》的「B+」，但高於《驚心動魄》的「C」。

### 票房
在美國和加拿大，《異裂》預估能在為期四天的馬丁·路德·金紀念日之首映週末從3481間戲院中取得5000萬至7500萬美元。該片在第一天就賺了1600萬美元，其中包括週四晚間先行場的370萬美元，這也是沙馬蘭職業生涯中的最佳成績。美國首映週末票房達4050萬美元（四天共計4650萬美元）。雖然低於預期，但該片得以登上當週票房冠軍，這同時也是馬丁·路德·金週末及沙馬蘭電影中第三高的開盤成績 。
| 上一届： 《活個精彩》 | 2019年美國週末票房冠軍 第3-5週 | 下一届： 《樂高玩電影2》 |
| 上一届： 《水行俠》   | 2019年台北週末票房冠軍 第3-4週 | 下一届： 《馴龍高手3》   |
| 上一届： 《大黃蜂》   | 2019年香港週末票房冠軍 第3-4週 | 下一届： 《馴龍記3》     |

## 外部連結
- 互联网电影数据库（IMDb）上《異裂》的资料（英文）
- 爛番茄上《異裂》的資料（英文）
- Box Office Mojo上《異裂》的資料（英文）
- Metacritic上《異裂》的資料（英文）
- AllMovie上《異裂》的资料（英文）
- 開眼電影網上《異裂》的資料（繁體中文）
- 时光网上《異裂》的資料（简体中文）
- 豆瓣电影上《異裂》的資料 （简体中文）